# Yamaha Motor Company
Yamaha Motor Company Limited (яп. ヤマハ発動機株式会社) — японский производитель мототехники. Изначально часть Yamaha Corporation. Компания производит и другую моторизированную технику: вездеходы, лодки, снегоходы, лодочные моторы, и катера. В списке крупнейших публичных компаний мира Forbes Global 2000 за 2022 год Yamaha Motor заняла 1158-е место.

## История компании

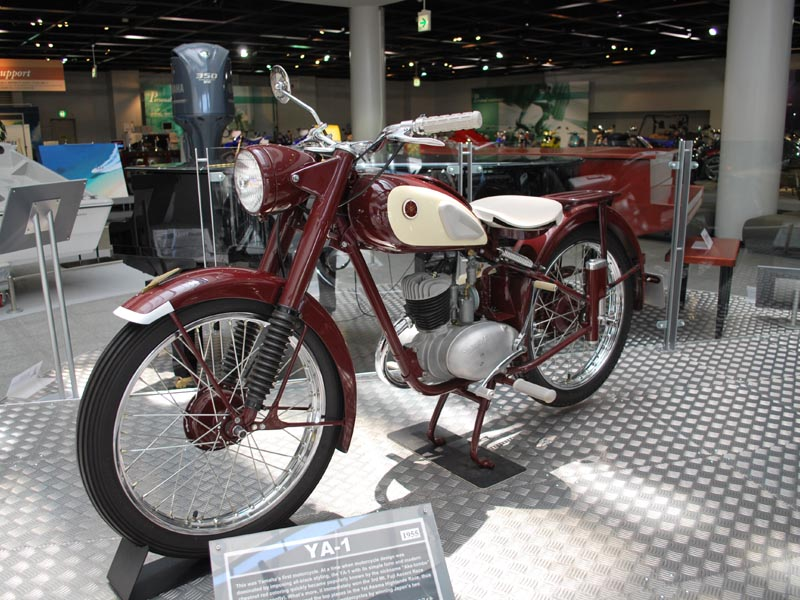
Yamaha YA-1.

В 1887 году Торакусу Ямаха основал компанию Nippon Gakki Co., Ltd. (с 1987 года — Yamaha Corporation) по производству западных музыкальных инструментов — фисгармонии, а позже фортепиано. Вскоре компания освоила производство металлических комплектующих к этим инструментам, а с 1920-х годов также начала выпускать пропеллеры к самолётам. В 1954 году правительство Японии вернуло компании Nippon Gakki завод по производству изделий из металла, конфискованный в конце Второй мировой войны. На нём было начато производство мотоциклов. 1 июля 1955 года это производство было выделено в самостоятельную компанию, названную Yamaha Motor Company Limited, её президентом стал Гэнъити Каваками, который также продолжал возглавлять Nippon Gakki.
Первая модель — Yamaha YA-1, скопированная с DKW RT 125, носила прозвище «Ака-tombo», что в переводе значит «красная стрекоза» (из-за простых форм и каштаново-красного цвета). Именно «Красной стрекозе» Yamaha обязана своими первыми спортивными победами: в первой же гонке у подножья горы Фудзи на YA-1 была одержана победа.
В 1959 году Yamaha Motor начала производство моторных лодок из волоконно-армированного полимера (FRP). В 1960 году была создана дочерняя компания Yamaha International Corporation, начавшая продажу продукции Yamaha в США. В 1968 году компания начала производить снегоходы, в 1975 году — машин для гольфа, в 1978 году — снегоуборочную технику.
В 1964 году была основана дочерняя компания Siam Yamaha Co. в Таиланде, в 1966 году было начато производство мотоциклов на Тайване. В 1972 году штаб-квартира была перенесена в Ивату. В 1976 году был представлен первый робот Yamaha для дуговой сварки.
К концу 1970-х, освоив рынок мотоциклов США, Yamaha Motor Company занимала второе место в мире по их производству. В 1981 году компания предприняла попытку потеснить Honda с первого места, начав массовое производство новых моделей. Конкуренты ответили тем же, а Harley Davidson добилась введения ограничительных тарифов на импорт японских мотоциклов в США. Yamaha Motor Company оказалась к этому не готовой, поскольку, в отличие от Honda, у неё не было собственных производственных мощностей в США; в результате Yamaha Motor осталась с миллионом не проданных мотоциклов, долгом в 1 млрд $ и чистым убытком 126 млн $. На основную корпорацию, Nippon Gakki, это оказало ограниченный эффект, поскольку она в то время контролировала только 39 % акций Yamaha Motor, а электронные музыкальные инструменты Yamaha пользовались большим успехом.

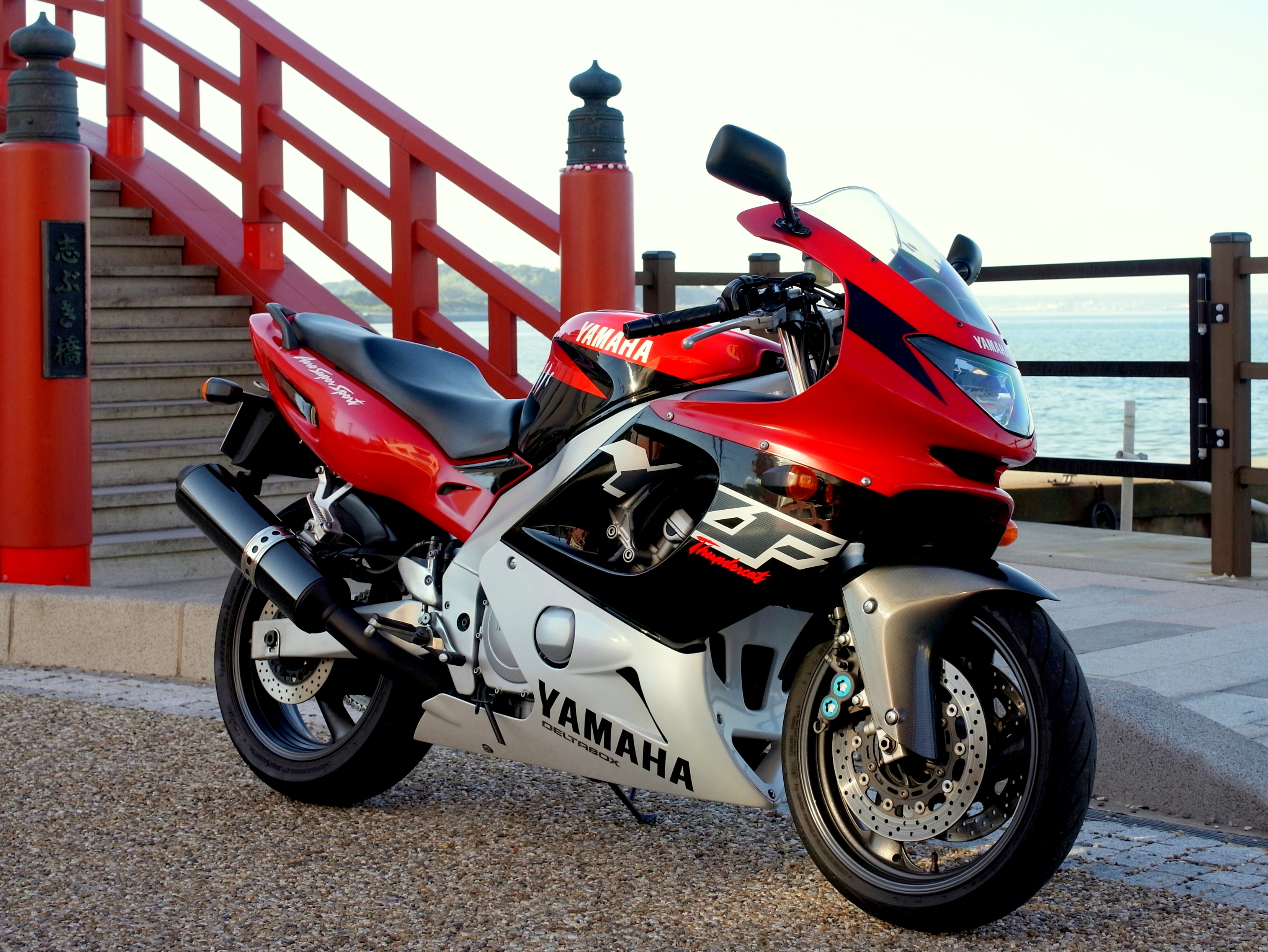
Yamaha YZF 600R

В 1982 году началось партнёрство Yamaha Motor с французским производителем скутеров Motobecane (MBK), вскоре Yamaha Motor стала крупнейшим акционером этой компании.
С 1985 года Yamaha Motor начала деятельность в Индии. С 2001 года India Yamaha Motor стала полной собственностью Yamaha Motor. В Индии работают два завода. В 2013 году в Индии были основаны исследовательский центр Yamaha Motor Research and Development India Pvt. Ltd. и маркетинговая компания Yamaha Motor India Sales Pvt. Ltd.
В 1990 году началось партнёрство Yamaha Motor Company с итальянским производителем мотоциклов Minarelli, в 2002 году эта компания вошла в состав Yamaha Motor.
В 2015 году Yamaha и итальянский бренд спортивных автомобилей Abarth заключили партнерское соглашение на 2 сезона MotoGP World Championship 2015 и 2016. В ноябре 2016 года компании в рамках шоу EICMA представили два совместных продукта — мотоцикл Yamaha XSR900 Abarth и автомобиль Fiat 500 Abarth Tributo.

## Президенты
- 1955—1974 Гэнъити Каваками (Genichi Kawakami)
- 1974—1983 Хисао Коике (Hisao Koike)
- 1983—1994 Хидето Игути (Hideto Iguchi)
- 1994—2001 Такехико Хасегава (Takehiko Hasegawa)
- 2001—2005 Тору Хасегава (Toru Hasegawa)
- 2005—2009 Такаси Кадзикава (Takashi Kajikawa)
- 2009—2010 Цунедзи Тогами (Tsuneji Togami)
- 2010—2018 Хироюки Янаги (Hiroyuki Yanagi)
- с 2018 года — Ёсихиро Хидака (Yoshihiro Hidaka) также независимый директор Yamaha Corporation. В компании с 1987 года[2].

## Деятельность

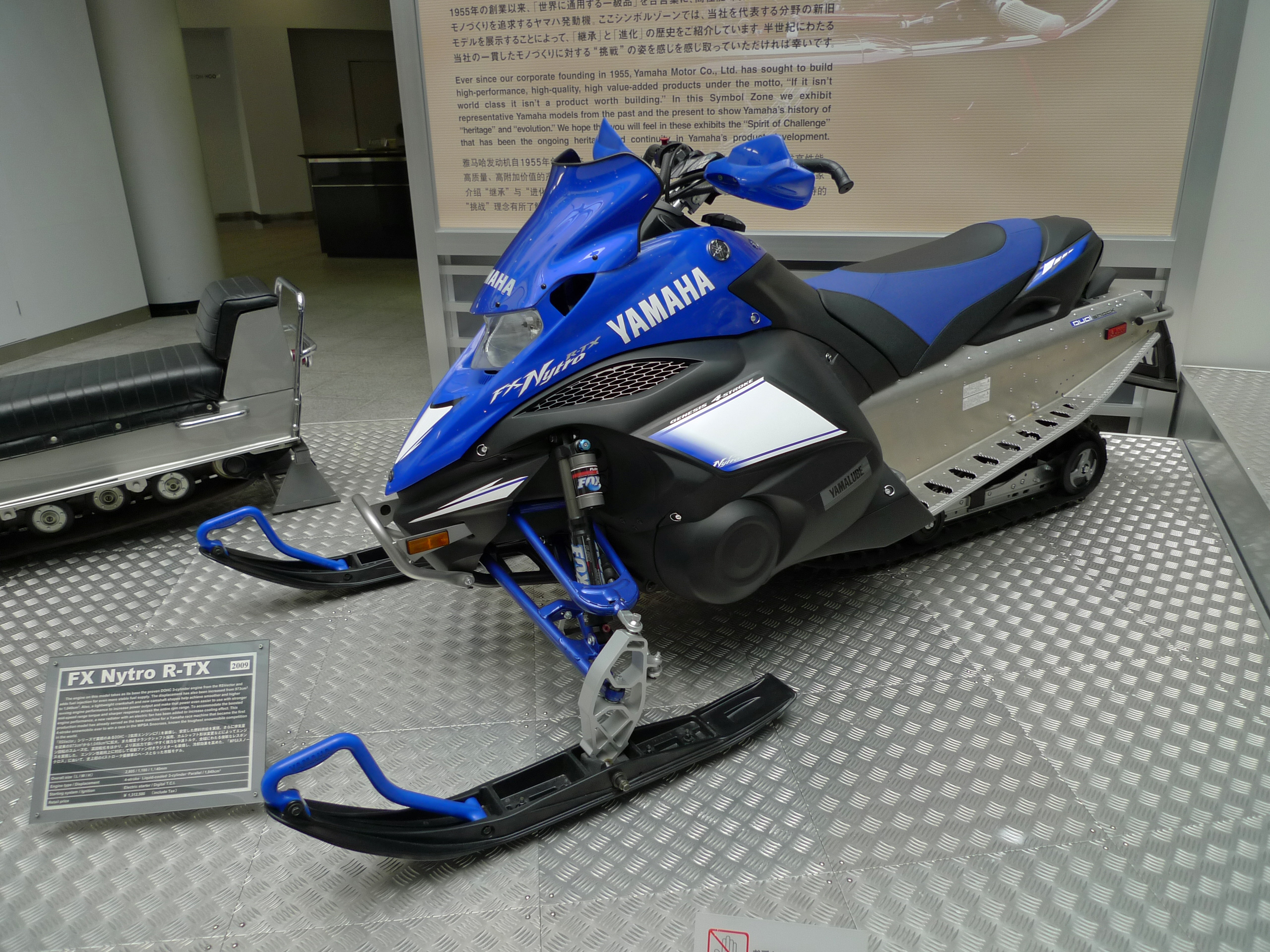
Снегоход Yamaha FX

Подразделения по состоянию на 2021 год:
- Наземный транспорт — производство мотоциклов, вездеходов, снегоходов, велосипедов с электроприводом, автомобильных двигателей и других автокомплектующих; 65 % выручки.
- Морской транспорт — производство навесных моторов (первое место в мире), лодок (в том числе традиционных японских) и других судов; доля в выручке — 22 %.
- Роботы — производство станков и роботов для промышленности, а также беспилотных вертолётов; доля в выручке — 7 %.
- Финансовые услуги — кредитование покупателей и дилеров, лизинг; 3 % выручки.
- Прочее — производство машин для гольфа, электрогенераторов, многоцелевых двигателей; доля в выручке — 4 %;

Основные регионы сбыта продукции: Япония (8,7 %), Азия (41 %), Северная Америка (23,7 %), Европа (14,6 %).
|                        | 2005…  | 2010  | 2011  | 2012  | 2013  | 2014  | 2015  | 2016  | 2017  | 2018  | 2019  | 2020  | 2021  | 2022  |
| ---------------------- | ------ | ----- | ----- | ----- | ----- | ----- | ----- | ----- | ----- | ----- | ----- | ----- | ----- | ----- |
| Оборот                 | 1375…  | 1294  | 1276  | 1208  | 1410  | 1521  | 1631  | 1503  | 1670  | 1673  | 1665  | 1471  | 1813  | 2249  |
| Чистая прибыль         | 64,02… | 18,30 | 26,96 | 7,489 | 44,06 | 68,45 | 60,02 | 63,15 | 101,6 | 93,37 | 75,74 | 53,07 | 155,6 | 174,4 |
| Активы                 | 958,5… | 978,3 | 900,4 | 962,3 | 1147  | 1310  | 1305  | 1319  | 1416  | 1421  | 1533  | 1641  | 1833  | 2183  |
| Сотрудников, тыс. чел. | 39,38… | 52,18 | 54,68 | 53,96 | 53,38 | 52,66 | 53,31 | 53,15 | 53,58 | 53,98 | 55,26 | 52,44 | 51,24 | 52,55 |

## Модели

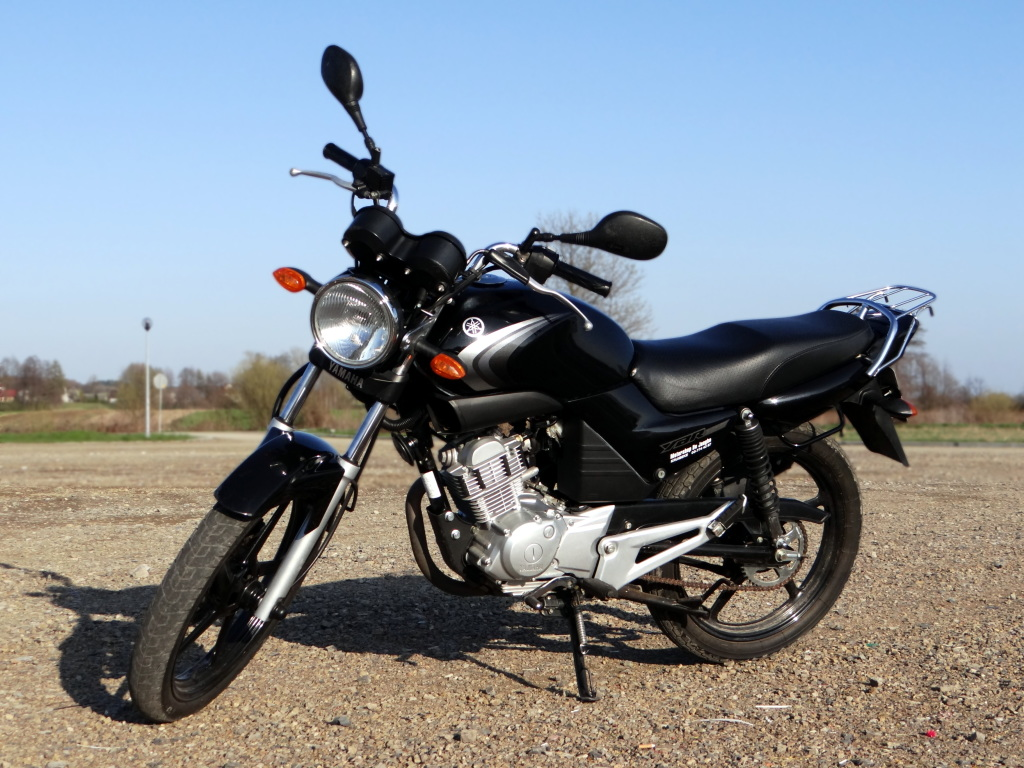
Yamaha YBR 125

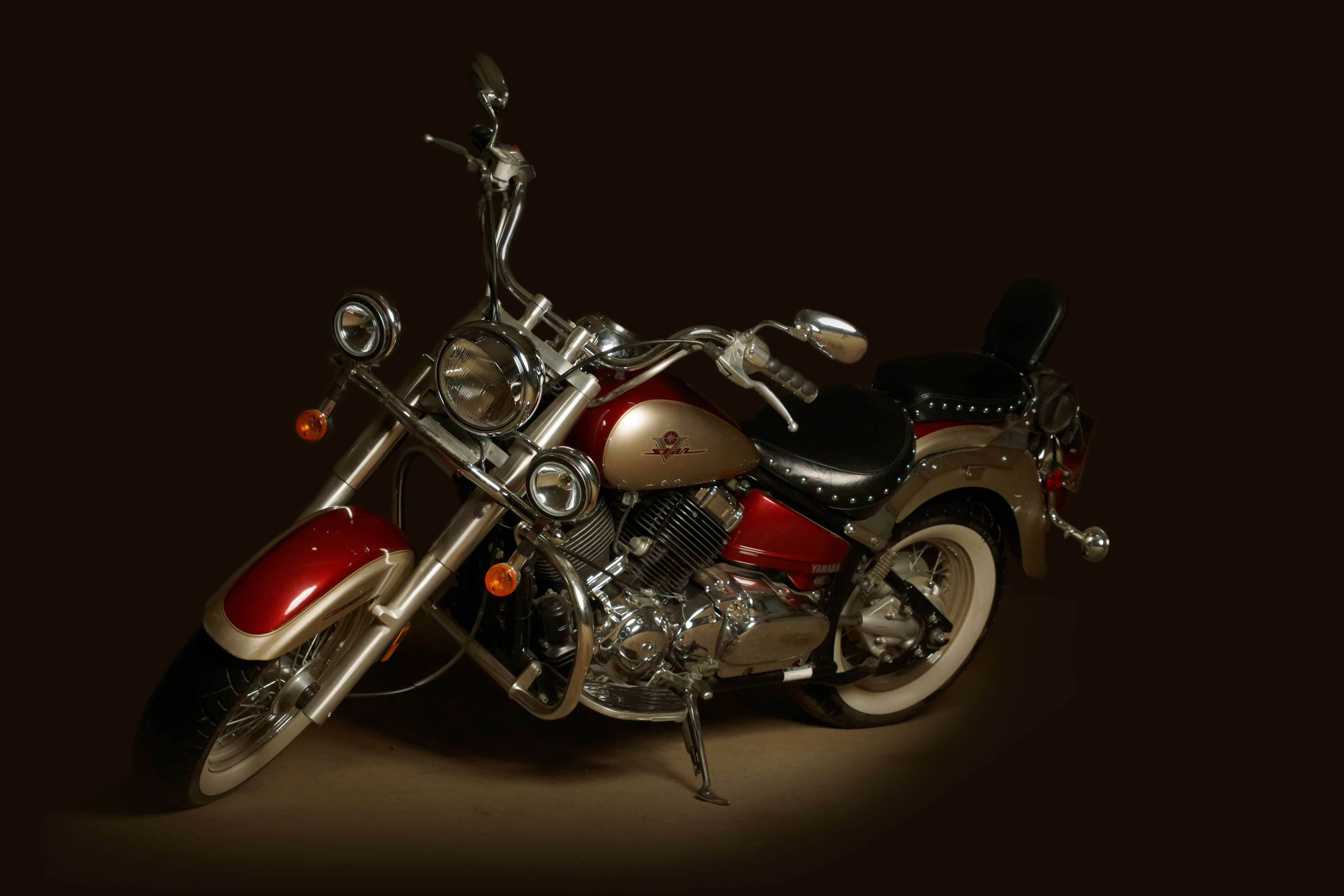
Yamaha V-Star 650 Classic

Yamaha
- yamaha NFX
- Yamaha Super Tenere XT1200Z / ZE
- Yamaha FJ1200
- Star Motorcycles
- Yamaha V-Max
- Yamaha Virago 535
- Yamaha xv1100 Virago
- Yamaha YA-1
- Yamaha YBR 125
- Yamaha YZF-R125
- Yamaha YZF-R1
- Yamaha YZF-R7
- Yamaha TTR 250
- Yamaha T-Max 500
- Yamaha TZR 50
- Yamaha FZ6
- Yamaha XJR
- Yamaha XVS 250 DragStar
- Yamaha XVS 400 DragStar
- Yamaha V-Star 650
- Yamaha XVS 950 MidnightStar
- Yamaha XVS 1300 MidnightStar
- Yamaha FZ1[англ.], FZ/FZR400, FZS600 Fazer[англ.], FZ750[англ.], FZR1000[англ.]
- Yamaha Aerox 50
- Yamaha Aerox 50R
- Yamaha Aerox 100
- Yamaha Slider
- Yamaha Jog
- Yamaha Jog Next Zone
- Yamaha Jog super zr
- Yamaha Niken

## Акционеры
Yamaha Motor выпустила около 350 млн акций и у неё 79 тысяч акционеров. 35,9 % акций принадлежат японским финансовым институтам, 11,6 % — другим японским корпорациям, 11,5 % — японским частным лицам, 33,7 % — зарубежным инвесторам, 7,3 % — компаниям по работе с ценными бумагами. Основными держателями акций на 30 июня 2016 года являются:
- The Master Trust Bank of Japan, Ltd. — 16,21 %
- Custody Bank of Japan, Ltd. — 5,14 %
- Yamaha Corporation — 4,52 %
- Toyota Motor Corporation — 3,61 %

## Дочерние компании
В группу компаний Yamaha Motor входят более 100 дочерних компаний. Крупнейшими из них на 2021 год были
- Yamaha Motorcycle Sales Japan Co., Ltd. (Япония)
- Yamaha Motor Electronics Co., Ltd. (Япония)
- Yamaha Motor Corporation, U.S.A. (США)
- Yamaha Motor Manufacturing Corporation of America (США, основана в 1977 году отделением от Yamaha International Corporation)
- Yamaha Motor Europe N.V. (Нидерланды, основана в 1968 году)
- PT. Yamaha Indonesia Motor Manufacturing (Индонезия, основана в 1974 году)
- Yamaha Motor Vietnam Co., Ltd. (Вьетнам)
- Yamaha Motor Philippines, Inc. (Филиппины)
- Yamaha Motor Taiwan Co., Ltd. (Тайвань)
- India Yamaha Motor Pvt. Ltd. (Индия)
- Thai Yamaha Motor Co., Ltd. (Таиланд)
- Yamaha Motor do Brasil Ltda. (Бразилия, основана в 1970 году)